# Phthorimaea
Phthorimaea is een geslacht van vlinders van de familie tastermotten (Gelechiidae).

## Soorten
- P. albicostella (Vorbrodt, 1928)
- P. argentinae Povolny, 1989
- P. euchthonia Meyrick, 1939
- P. exacta Meyrick, 1917
- P. ferella (Berg, 1875)
- P. impudica Walsingham, 1911
- P. interjuncta Meyrick, 1931
- P. involuta Meyrick, 1917
- P. molitor (Walsingham, 1896)
- P. operculella

Aardappelmot (Zeller, 1873)
- P. perfidiosa Meyrick, 1917
- P. pherometopa Povolny, 1967
- P. robusta Povolny, 1989
- P. strobilacella (Chrétien, 1920)
- P. suavella (Caradja, 1920)
- P. tobisella Palm, 1947
- P. urosema Meyrick, 1917